# Lunga
Lunga (Luinn en gaèlic) és una petita illa de les Hèbrides Interiors, situada al nord-oest d'Escòcia. Forma part del grup de les Treshnish, del qual és l'illa més gran.
D'origen volcànic, Lunga va estar poblada fins al segle xix. Al nord-est de l'illa es troben les restes del poble en runes de cases negres, abandonat el 1857.
Lunga està designada Site of Special Scientific Interest (Lloc d'Especial Interès Científic) per la seva vida diversitat botànica. Existeixen plantes endogàmiques d'aquesta illa que es troben amenaçades. Entre aquesta diversitat s'hi pot trobar prímules, lotus, orquídies…